# 聖弗朗西斯科-德馬科里斯
聖弗朗西斯科-德馬科里斯（西班牙語：San Francisco de Macorís）是中美洲國家多明尼加共和國的城市，也是杜阿尔特省的首府，位於該國北部，始建於1778年，面積727.15平方公里，海拔高度110米，2012年人口245,397。